# Mugeba
Mugeba is een plaats in de gemeente Poreč in de Kroatische provincie Istrië. De plaats telt 175 inwoners (2001).